# (4616) Batalov
(4616) Batalov est un astéroïde de la ceinture principale.

## Description
(4616) Batalov est un astéroïde de la ceinture principale. Il fut découvert le 17 janvier 1975 à Nauchnyj par Lioudmila Tchernykh. Il présente une orbite caractérisée par un demi-grand axe de 3,15 UA, une excentricité de 0,18 et une inclinaison de 1,2° par rapport à l'écliptique.

## Compléments